# Deanna
Deanna – singel z płyty Tender Prey zespołu Nick Cave and the Bad Seeds wydany w 1988. 
Piosenka „Deanna” autorstwa Cave’a umieszczona została na krążku, wraz z drugim, bardzo rzadkim, nagraniem „Girl at the Bottom of My Glass”.